# رينيه هاسلر
رينيه هاسلر (18 يونيو 1948 في سويسرا - ) هو لاعب كرة قدم سويسري في مركز الدفاع. شارك مع منتخب سويسرا لكرة القدم. أما مع النوادي، فقد لعب مع نادي بازل ونادي زيورخ ونادي نوشاتل زاماكس.

## وصلات خارجية
- رينيه هاسلر على موقع قاعدة بيانات كرة القدم.إي يو (الإنجليزية)
- رينيه هاسلر على موقع ناشيونال فوتبول تيمز (الإنجليزية)